# 阿台
阿台（Ah Toy 1828年頃～1928年）は、中国生まれのアメリカ人の売春婦。カリフォルニア・ゴールドラッシュの時代にアメリカへ渡った。おそらくサンフランシスコに現れた初めての中国人売春婦の1人である。彼女は香港からアメリカへ1849年に渡った。西部開拓時代には最も有名なアジア人女性だった。記録によると彼女の体は高身長で纏足であった。
中国から夫との旅行のためにアメリカへ来ようとしたが、夫は航海中に亡くなってしまった。彼女は船長の愛人となり、金品を見せ、アメリカのサンフランシスコに到達した。アメリカに上陸したときは少しのお金しか持っていなかった。1851年以前のサンフランシスコには中国人女性は7人しかいなかった。たくさんの町を行き来したがどこの男性とも彼女に関心を見せなかった。彼女はのぞき見ショー (peep show)を始め、いくらかの成功を収めた。その後彼女は中国人としては最も有名な高級売春婦となった。
彼女は頭が良かったため、サンフランシスコの裁判システムを巧みに利用して自分のビジネスを続けていった。中国から若いものでは11歳の少女たちを呼び寄せ、いくつかの売春宿を作り、そこで働かせていった。ところが1854年の白人の男が中国人の男を殺害したカリフォルニア州最高裁判所の判例（People v. Hall）や同年の売春取り締まり法などの影響で中国人の客のみを扱うようになっていった。その後、売春業からは手を引いた。
その後は中国に金持ちの女性として帰国したが、カリフォルニアに戻ってきたという。サンタクララ郡に住んでいた。あと3ヶ月で100歳になろうとした1928年に死去した。